# Рязанский государственный областной театр юного зрителя
Рязанский государственный областной театр юного зрителя (Театр на Соборной) — театр юного зрителя в Рязани, основанный в 1937 году.

## История
Рязанский театр юного зрителя открыт 14 декабря 1937 года.
Главный режиссёр театра с 1938 по 1939 год — А. В. Горев.
В годы Великой Отечественной войны театр работал на сцене эвакуированного Рязанского театра драмы на Советской площади (ныне — Соборная площадь). Главным режиссёром театра в те годы был В. А. Иванов, который отказался от эвакуации и остался в Рязани. За годы войны было дано 43 спектакля и 74 концерта, актёры выезжали на фронт и выступали в госпиталях. 
Главные режиссёры театра с 1960 по 1963 год — Вера Ефремова, с 1966 по 1970 год — народный артист РСФСР Борис Наравцевич, с 1973 год по 1986 год — заслуженный деятель искусств РСФСР Сергей Кузьмин. В 1991 году театр стал именовался «Рязанский государственный областной театр для детей и молодёжи». В 1993 году театр впервые выезжает на зарубежные гастроли в Германию. В 1993 и 1996 годах — гастроли во Франции и по городам России: Тулы, Орла, Старого Оскола, Ярославля, Сочи; Республики Беларусь — Минску и Гомелю. 
С 2011 года театр возглавляет Марина Есенина. Сегодня среди актёров театра – заслуженные артисты Российской Федерации Людмила Сорокина, Нина Бурдыгина, Владимир Устинов, Юрий Антонеев, Андрей Торхов; заслуженная артистка Республики Хакасия Людмила Сафонова. Труппа театра постоянно пополняется молодыми талантливыми актёрами. 
В репертуаре театра русская, зарубежная классическая и современная драматургия. 
В разное время в театре служили актёры: Иван Екатериничев, Михаил Брылкин, Сергей Леонтьев, Александр Чуйков, Аристарх Ливанов, Михаил Быков, Николай Лукьянов, Александр Кузнецов, Андрей Крючков, Михаил Скоморохов, Светлана Гузикова (1972—2023), Андрей Торхов (2011—2023), Виктор Шульц (1981—2025).
В 2019 году театру было возвращено историческое название – Рязанский государственный областной театр юного зрителя. 
Здание, в котором находится театр с января 1962 года, – одно из старейших театральных зданий России. Оно построено в 1862 году, является объектом культурного наследия России регионального значения. Ранее в нём размещался Рязанский театр драмы. Зрительный зал театра рассчитан на 258 мест. С 14 марта 2022 по 10 апреля 2024 года здание было закрыто на реставрацию. Спектакли проходили на площадках Рязанского областного научно-методического центра народного творчества, Концертного зала Рязанской филармонии и Рязанского музыкального театра.
Репертуар театра включает спектакли для дошкольников, младшего школьного возраста, среднего школьного возраста, старшеклассников и юношества и спектакли для взрослых.

## Труппа
Заслуженные артисты России: Антонеев Юрий Геннадьевич, Бурдыгина Нина Васильевна, Сорокина Людмила Яковлевна, Устинов Владимир Петрович. Заслуженная артистка Республики Хакасия Сафонова Людмила Степановна.
Почётные работники культуры и искусства Рязанской области: Баранов Владимир Николаевич, Коняхин Владимир Николаевич, Чеканова Римма Ивановна.
Актёры и актрисы: Абросимова Варвара Викторовна, Алекс Ася Михайловна, Вишневская Екатерина Дмитриевна, Волкова Екатерина Эдуардовна, Данилин Роман Васильевич, Заланская Марина Олеговна, Зенков Константин Юрьевич, Комаров Илья Юрьевич, Комарова Анна Вячеславовна, Кондрашов Андрей Александрович, Крючкова Татьяна Валентиновна, Кучерявый Денис Олегович, Личутин Роман Андреевич, Мазепа Дмитрий Игоревич, Мазепа Кристина Валерьевна, Немочин Дмитрий Александрович, Никулина Анна Александровна, Ожерельева Альбина Николаевна, Приз Владимир Викторович, Ребров Николай Александрович, Ретинский Константин Михайлович, Саркисов Григорий Сергеевич, Силина Лариса Юрьевна, Скоров Павел Андреевич, Талеев Илья Михайлович, Трофимов Артём Александрович, Ушаков Алексей Дмитриевич, Федотенко Валентина Петровна, Чернявская Инесса Георгиевна, Шишкин Николай Артёмович.